# Neostygarctus lovedeluxe
Espèce
Neostygarctus lovedeluxe est une espèce de tardigrades de la famille des Neostygarctidae.
Elle est par ailleurs nommée selon le stand Love Deluxe de la 4ème partie Diamond is Unbreakable du manga JoJo's Bizarre Adventure.

## Distribution
Cette espèce est endémique de l'archipel Nansei au Japon. Elle a été découverte dans des grottes sous-marines dans les îles Miyako dans l'océan Pacifique.

## Publication originale
- Fujimoto & Miyazaki, 2013 : Neostygarctus lovedeluxe n. sp. from the Miyako Islands, Japan: The First Record of Neostygarctidae (Heterotardigrada: Arthrotardigrada) from the Pacific. Zoological Science, vol. 30, no 5, p. 414-419.